# Гидробиология
Гидробиология — наука о жизни и биологических процессах в воде, одна из биологических дисциплин. Изучает жизнь водных организмов (гидробионтов) и водных экосистем.
Современная гидробиология может рассматриваться в значительной степени как раздел экологии, но также включает в себя таксономию, экономическую биологию, промышленную биологию, морфологию, физиологию и т. д. Отличительная черта состоит в том, что всё это рассматривается по отношению к водным организмам. Значительная часть работ тесно связана с озероведением (лимнологией), и может быть разделена на экологию проточных систем и экологию непроточных систем. Описанием моделирования экосистемы в замкнутом искусственном водоёме и различных аспектов разведения рыб занимается аквариумистика.